# Касту
Ка́сту (фин. Kastu) — один из районов города Турку, входящий в округ Руносмяки-Раунистула.

## Географическое положение
Район расположен к северу от центральной части Турку.

## Население
В 2004 году численность население района составляла 2002 человека, из которых дети моложе 15 лет — 10,14 %, а старше 65 лет — 28,12 %. Финским языком в качестве родного владели 95,60 %, шведским — 2,15 %, а другими языками — 2,25 % населения района.